# Euphyia hemizona
Euphyia hemizona är en fjärilsart som beskrevs av Edward Meyrick 1897. Euphyia hemizona ingår i släktet Euphyia och familjen mätare. Inga underarter finns listade i Catalogue of Life.